# 杉井光
杉井 光（すぎい ひかる、1978年 - ）は、日本の小説家。東京都稲城市出身。

## 略歴
高校卒業後、フリーターを6年、ニートを3年経験。フリーター時代は、アマチュアバンドでキーボードを担当。趣味は料理と麻雀。『火目の巫女』で、第12回電撃小説大賞の銀賞を受賞。公式サイトにおいての職業は、小説家・ニートとなっている（2007年10月時点、2012年9月時点でも同様の記述を確認）。
主にライトノベルレーベルから多様な作品を発表して来たが、『超越数トッカータ』（後述の「蒔田シュン」シリーズ第一作）にて一般文芸誌へと進出した。その後『世界でいちばん透きとおった物語』が20万部以上のヒット作となる。

## 作風・評価
2008年以降かなりの速筆で知られるようになり、2008年5月から10月にかけては6ヶ月連続で新刊を刊行している。また、ライトノベルにおいては新人作家がデビューレーベルのみで作品を発表し続けるケースが多いが、デビュー後の早い段階で複数社から複数シリーズを並行して発表していることも異例である。
やや優柔不断で内省的な少年を主人公にした一人称の作品が多く、そのキャラクター造形や語り口が、異なるシリーズであっても非常に似通っているのが特徴的である。スター・システムの一種であると著者本人も認めている。その一方で、現代ものからファンタジーまで作風は幅広い。また杉井本人は「（それだけが執筆の動機ではないが、音楽関係の支出を作家業の経費にするため）音楽ものについては一生書き続ける」との趣旨で『楽聖少女』刊行に際してのインタビュー記事において語っている。
作品の1つ『生徒会探偵キリカ』担当編集者へのインタビュー記事においては「自らの作品に対して真摯な姿勢で臨まれている方。（生徒会探偵キリカの）原稿には細かな言葉遊びが数多くちりばめられていて、編集者の自分自身もクスッと笑ってしまうことが何度もある」との趣旨で杉井を評している。また『神様のメモ帳』担当編集者へのインタビュー記事では「マージャンが強そうだったり、いろいろな楽器を演奏できたり、本格的なラーメンを作ったりと多才な方。適当なようでいて、やる時はやられる方です」との趣旨で杉井が語られている。

## 不祥事
2013年8月25日に発覚した2ちゃんねる個人情報流出事件の際、橋本紡、日日日、至道流星、榊一郎などのライトノベル作家や神海英雄、小宮山健太、河田悠冶、たにはらなつきなどの漫画家、原作者及び講談社を誹謗中傷する内容を、また、自身を激賞する内容を書き込んでいたことが、流出した情報から明らかになった。これについて、同27日に本人が公式サイト上に謝罪文を掲載した。

## その他
マイコンBASICマガジンに自作ゲームを投稿していたことがあり、それらのWindows移植版をサイトで公開していたことがあった（現在は終了）。

## ミステリ・ランキング
- 週刊文春ミステリーベスト10
  - 2023年 - 『世界でいちばん透きとおった物語』9位

- このミステリーがすごい!
  - 2024年 - 『世界でいちばん透きとおった物語』8位

- ミステリが読みたい!
  - 2024年 - 『世界でいちばん透きとおった物語』20位

## 作品リスト

### 小説

#### シリーズ作品
- 火目の巫女（2006年2月 - 8月 電撃文庫 全3巻）
- 神様のメモ帳（2007年1月 - 2014年9月 電撃文庫 全9巻）
- さよならピアノソナタ（2007年11月 - 2009年10月 電撃文庫 全5巻）
- さくらファミリア!（2008年7月 - 2009年1月 一迅社文庫 全3巻）
- ばけらの!（2008年9月 - 2009年1月 GA文庫 全2巻）
- 剣の女王と烙印の仔（2009年4月 - 2011年11月 MF文庫J 全8巻）
- シオンの血族（2010年3月 - 2011年10月 一迅社文庫 全3巻）
- 生徒会探偵キリカ（2011年12月 - 講談社ラノベ文庫 既刊7巻）
- 楽聖少女（2012年5月 - 電撃文庫 既刊4巻）
- 放課後アポカリプス（2014年11月 - ダッシュエックス文庫 既刊2巻）
- 夜桜ヴァンパネルラ（2015年9月 - 電撃文庫 既刊2巻）
- 恋してるひまがあるならガチャ回せ!（2018年3月 - 電撃文庫 既刊2巻）
- 楽園ノイズ（2020年5月 - 電撃文庫 既刊7巻）
- 世界でいちばん透きとおった物語（2023年4月 - 新潮文庫nex 既刊2巻）

#### ノンシリーズ
- 死図眼のイタカ（2008年5月 一迅社文庫）
- すべての愛がゆるされる島（2009年12月 メディアワークス文庫）
- 終わる世界のアルバム（2010年10月 アスキー・メディアワークス / 2012年10月 メディアワークス文庫）
- 花咲けるエリアルフォース（2011年2月 ガガガ文庫）
- 神曲プロデューサー（2013年7月 集英社 / 2024年4月 集英社文庫）
- ウサギツキ双魔鏡（2014年3月 MF文庫J）- 構成として。著：樋口司 / 原案：宇佐義大
- 東池袋ストレイキャッツ（2014年6月 電撃文庫）
- 六秒間の永遠（2015年2月 幻冬舎）
- ブックマートの金狼（2016年2月 NOVEL 0）
- 比翼のバルカローレ 蓮見律子の推理交響楽（2017年8月 講談社タイガ）
- 電脳格技メガフィストガールズ（2018年1月 ダッシュエックス文庫）
- 黒竜女王の婚活（2020年11月 - 12月 ノベルバノベルズ）
- この恋が壊れるまで夏が終わらない（2022年5月 新潮文庫nex）
- 天嬢天華生徒会プリフェイズ（2025年6月 電撃文庫）

#### アンソロジー掲載
- 「君がため春の野に」 - 『噓があふれた世界で』（2024年2月 新潮文庫nex）
- 「ハレルヤ出版編集部」 - 『神様の本』（2025年1月 メディアワークス文庫）

#### 雑誌掲載
- 「ナイフが違う」 - 『小説新潮』2024年8月号
- 「最期の一葉」 - 『小説新潮』2024年12月号

### 漫画原作
- こもりクインテット!（作画Tiv、電撃大王、2013年8月号 - 2015年7月号）
- 魔乙女たちのエデン（作画新谷信貴、別冊少年マガジン、2013年11月号 - 2014年7月号）
- 天竜牌（作画松井勝法、マンガボックス、2016年第39号 - 2017年第36号）
- 電脳格技メフィストワルツ（作画おかゆさん、グランドジャンプWEB、2017年4月5日 - 2018年2月21日）